# Bleckenburgstraße 29, Elbstraße 1

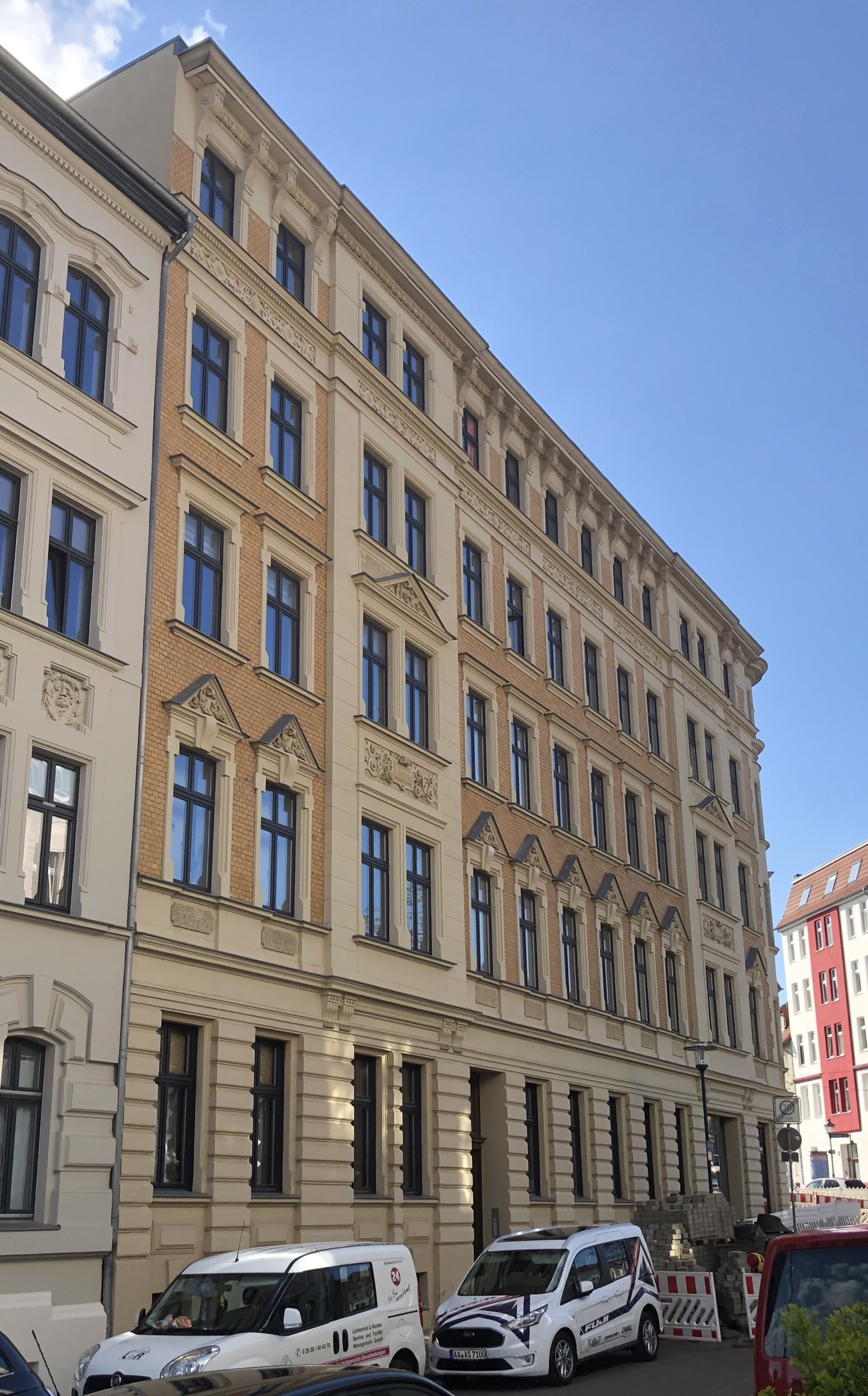
Gebäude Bleckenburgstraße 29, Elbstraße 1 in Magdeburg, Blick von Nordwesten durch die Bleckenburgstraße, 2020

Das Gebäude Bleckenburgstraße 29, Elbstraße 1 ist ein denkmalgeschütztes Wohn- und Geschäftshaus in Magdeburg in Sachsen-Anhalt.

## Lage
Es befindet sich in einer Ecklage nahe am südlichen Ende der Bleckenburgstraße, auf deren östlicher Seite, an der Einmündung auf die Schönebecker Straße. Im spitzen Winkel mündet hier zugleich von Osten die Elbstraße auf die Schönebecker Straße ein. Das Gebäude ragt somit als Keil in die Flucht der Schönebecker Straße hinein und gilt als prägend für das Straßenbild. Nördlich grenzt das gleichfalls denkmalgeschützte Gebäude Bleckenburgstraße 27 an.

## Architektur und Geschichte
Der fünfgeschossige, repräsentative Bau entstand im Jahr 1891 nach einem Entwurf von J. Burmeister und C. Loewe. Die Fassaden sind üppig mit Stuck in Formen der Neorenaissance verziert. An mehreren Stellen treten flache risalitartige Gebäudeteile hervor. Die markante Ecksituation ist mit einem runden Turmerker betont, der ursprünglich mit einer jedoch heute nicht mehr erhaltenen Schweifhaube bekrönt war.
Am Erdgeschoss besteht eine Rustizierung. Mittels eines Gurtgesims wird das oberste Geschoss besonders betont. Das Dach kragt deutlich vor. Der obere Gebäudeabschluss wirkt dadurch ähnlich einer Attika.
Im örtlichen Denkmalverzeichnis ist das Wohn- und Geschäftshaus unter der Erfassungsnummer 094 17876 als Baudenkmal verzeichnet.
Neben der städtebaulichen Bedeutung wird dem Gebäude auch eine kulturelle und künstlerische Bedeutung beigemessen. Es gilt auch als wichtiges Beispiel eines repräsentativen Gründerzeitbaus im Buckauer Ortszentrum.